# Krefelder Galopprennbahn

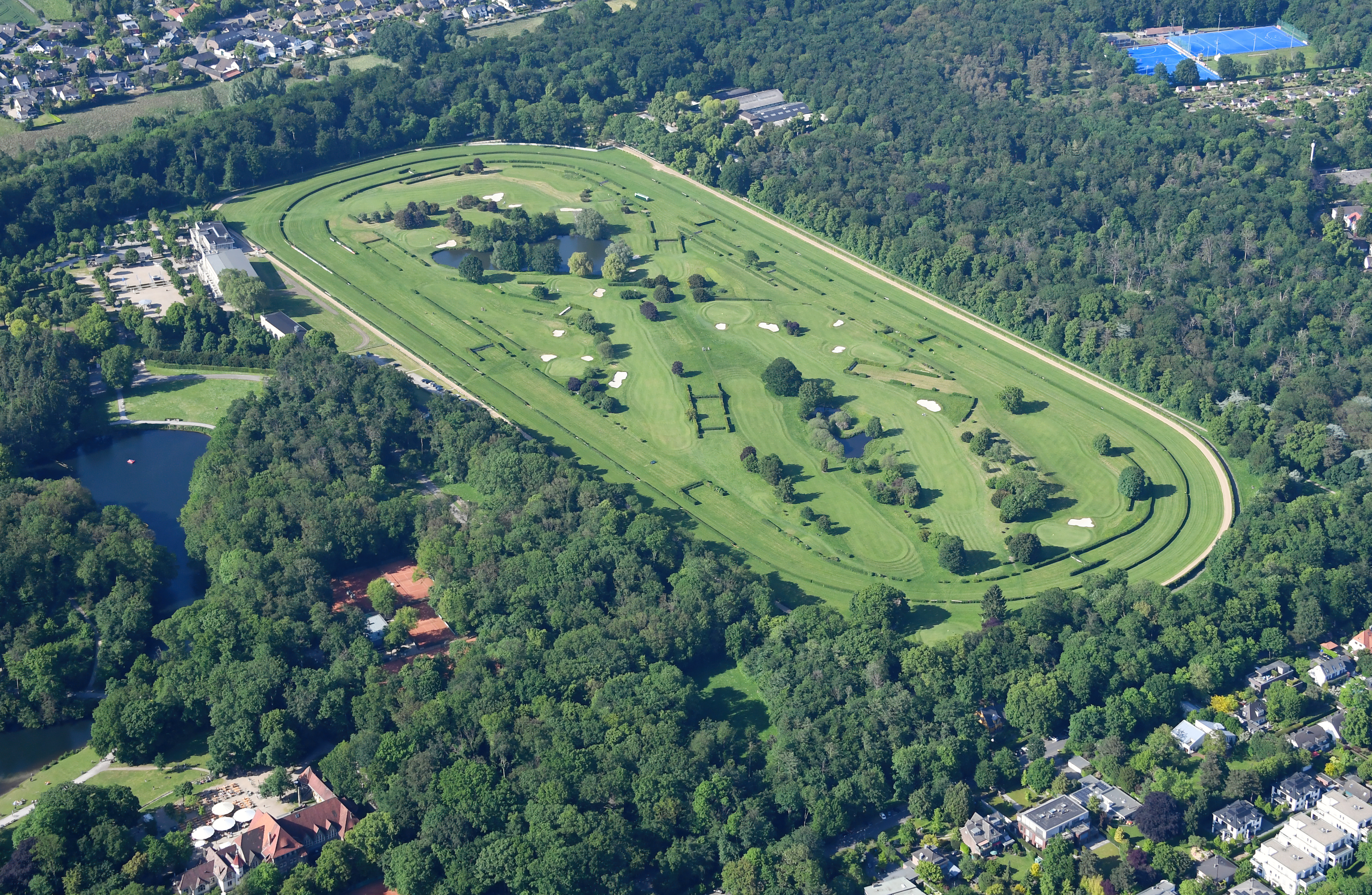
Die Krefelder Galopprennbahn von Süden aus der Luft gesehen

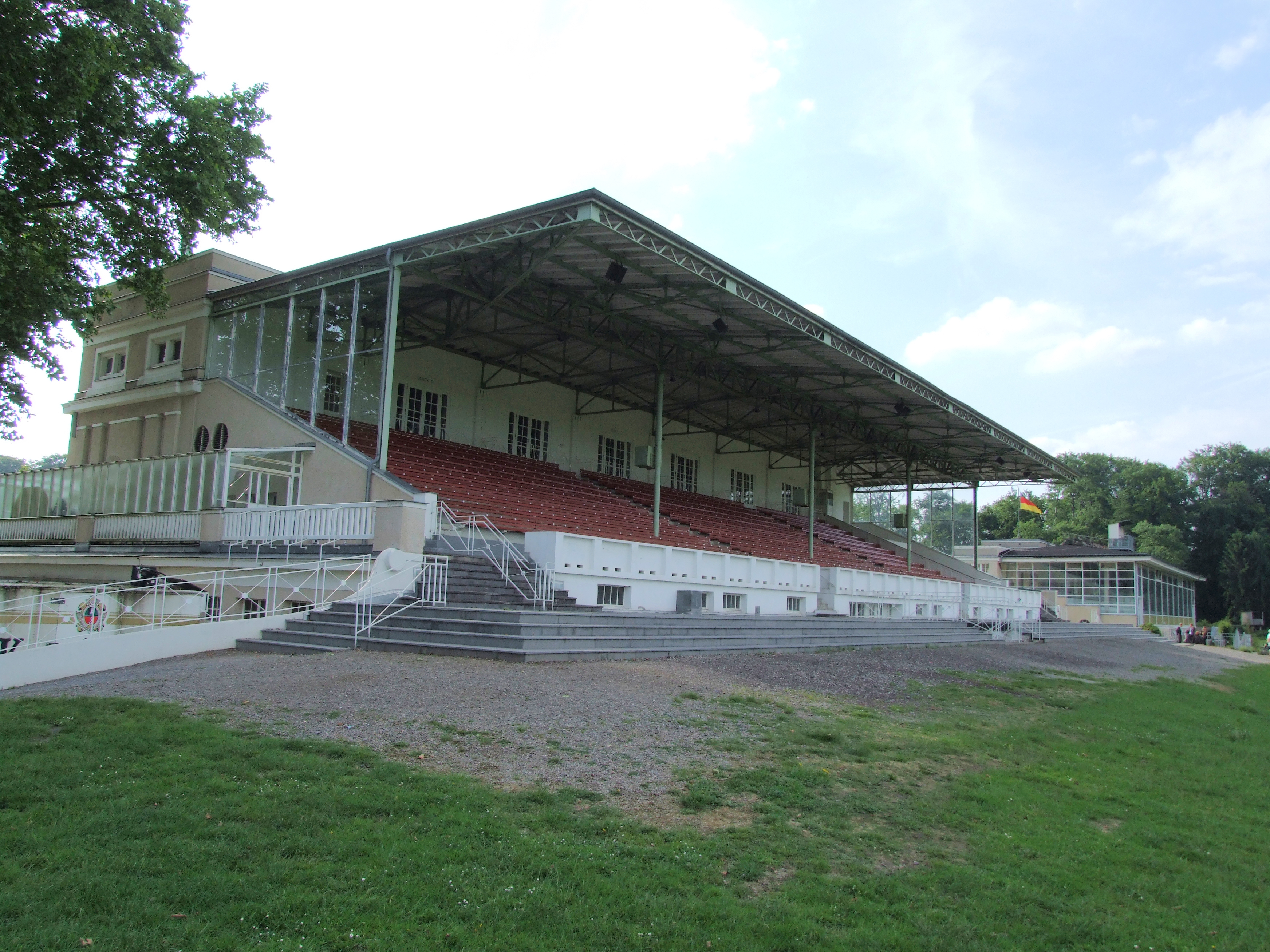
Tribüne der Pferderennbahn in Krefeld-Verberg

Die Krefelder Galopprennbahn ist eine Pferderennbahn, auf der Vollblut-Galopprennen ausgetragen werden. Sie liegt im Stadtwald von Krefeld. Die Galopprennbahn mit ihren Jugendstiltribünen erfreut sich bei Renntagen großer Beliebtheit. Es werden alljährlich drei Gruppenrennen in Krefeld ausgetragen.

## Geschichte
Die Krefelder Rennbahn wurde nach den Plänen des Architekten August Biebricher erbaut. Zwischen 1912 und 1913 sowie um 1922 gestaltete er die Tribünen und andere Bauten der Galopprennbahn in Krefeld, Hüttenallee / An der Rennbahn. Die technische Planung übernahm das Büro Stein & Ziedorn in Köln. Der Tribünenbereich, die Trainingszentrale und die Rennbahn sind heute denkmalgeschützt.

## Gruppenrennen in Krefeld
| Monat    | Name                      | Rennbahn | Dist. (m) | Alter/Geschlecht   | Gruppe     |
| -------- | ------------------------- | -------- | --------- | ------------------ | ---------- |
| April    | Dr. Busch-Memorial        | Krefeld  | 1,700     | 3-jährig           | Gruppe III |
| November | Niederrhein-Pokal         | Krefeld  | 2,500     | 3-jährig und älter | Gruppe III |
| November | Herzog von Ratibor-Rennen | Krefeld  | 1,700     | 2-jährig           | Gruppe III |